# Verve Records
Verve Records è una casa discografica statunitense specializzata in jazz fondata nel 1956 dal produttore discografico e impresario Norman Granz. Con il nome The Verve Music Group è attualmente parte dello Universal Music Group.

## Storia
A partire dalla metà degli anni quaranta Norman Granz, dopo il successo di un celebre concerto al Philharmonic Auditorium di Los Angeles, iniziò ad organizzare una serie di tournée e di registrazioni discografiche sotto il titolo Jazz at the Philharmonic (JATP). La formula, che ebbe un considerevole successo negli anni cinquanta, era quella dell'incontro tra i più noti jazzisti dell'epoca. Organizzati in piccole formazioni all stars, due o più solisti o cantanti si esibivano in una sorta di continua jam session. Il produttore amava mettere insieme musicisti provenienti dallo swing e dal mondo del bebop in veri duelli musicali.
JATP divenne un vero carrozzone itinerante con lunghe tournée negli Stati Uniti e in Europa. Tra gli artisti ingaggiati e che erano presenza fissa degli spettacoli, ci furono Ella Fitzgerald, Stan Getz, Benny Carter, Roy Eldridge, Dizzy Gillespie, Coleman Hawkins, Hank Jones, Gene Krupa, Charlie Parker, Ben Webster, Lester Young e molti altri. Colonne portanti delle formazioni messe in piedi dall'impresario furono per anni il pianista canadese Oscar Peterson e il bassista Ray Brown.

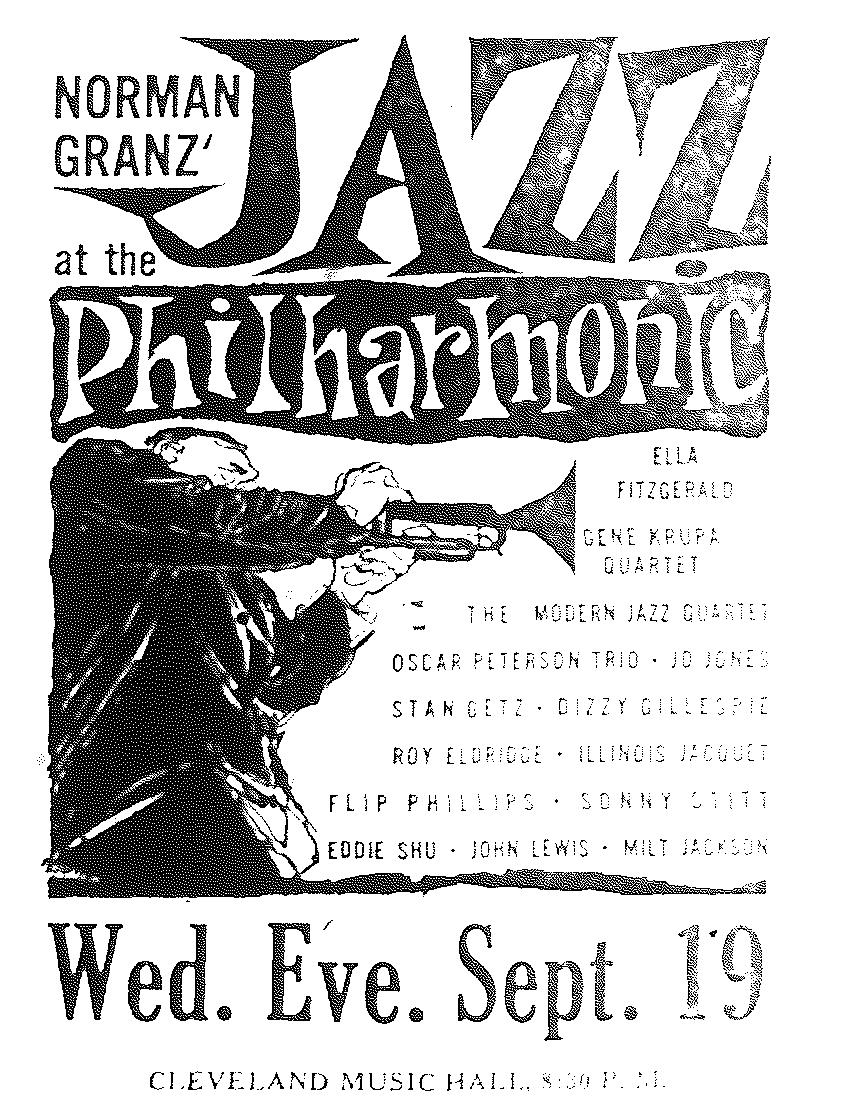
Manifesto di un concerto del 1955 del Jazz at the Philharmic a Cleveland.

Norman Granz aveva l'abitudine di registrare le jam session e i concerti che organizzava. Le registrazioni, che duravano anche 10 o 15 minuti, erano troppo lunghe per i convenzionali 78 giri in voga all'epoca. La nascita del nuovo formato a 33 giri, all'inizio degli anni cinquanta, era invece perfetto e consentì a Granz di pubblicare molte esibizione del JATP su disco. Nel 1949 Norman Granz stipulò un accordo con la Mercury Records per pubblicare dischi dei concert del JATP e dei musicisti della sua scuderia.
Nel 1956 Granz fondò la Verve Records nella quale fece confluire il catalogo delle sue prime etichette, la Clef Records (nata nel 1946), la Norgram Records (nata nel 1953 e dedicata la jazz moderno) e la Down Home Records (nata nel 1953 e dedicata la jazz tradizionale), e il materiale da lui prodotto e precedentemente dato in licenza alla Mercury fino al 1953. La Verve nacque principalmente per produrre i dischi di Ella Fitzgerald, di cui Granz era diventato nel frattempo il manager, dopo che la cantante aveva terminato il suo tormentato rapporto con la Decca Records.
Il primo album prodotto fu comunque Anita (in seguito ristampato come This Is Anita), l'inizio di una lunghissima serie di successi della cantante Anita O'Day per la Verve. Con la nuova etichetta, Granz remixò gran parte delle registrazioni nel nuovo formato stereo.
La formula dei dischi Verve riprendeva quello degli spettacoli del JATP: meeting e duetti tra solisti famosi in una sorta di omaggio musicale reciproco. In seguito, soprattutto grazie allo sfruttamento delle doti interpretative di Ella Fitzgerald e alla duttilità di Oscar Peterson, iniziò una lunga serie di dischi monografici dedicata ai maggiori compositori americani (i celebri Songbook).
Il catalogo Verve degli anni cinquanta e sessanta includeva alcune delle figure più significative del jazz. In molti casi Granz accolse musicisti considerati in declino o che, quantomeno, avevano già oltrepassato il culmine della loro parabola artistica. Nella maggior parte dei casi le carriere furono rilanciate, perlomeno in termini di popolarità. Per molti musicisti, con la partecipazione alle iniziative di Granz, iniziò un periodo di rilancio. Per altri si trattò solo dello sfruttamento della gloria artistica passata. Non mancarono, comunque, episodi di grande interesse artistico e musicale. Granz intuì anche il potenziale dei comedy albums, dischi satirici o comici che riprendevano le atmosfere di certi spettacoli teatrali e radiofonici, ottenendo grande successo in particolare con il bandleader Spike Jones e con una fortunata serie di performance dal vivo dell'attore e commediografo Shelley Berman.
Granz vendette la Verve alla MGM nel 1960 per 2,8 milioni di dollari e prese un periodo "sabbatico" lontano dell'industria discografica, pur continuando nella sua attività di manager e di produttore di Ella Fitzgerald e di Oscar Peterson. Nel 1973 fondò in Svizzera la Pablo Records, con la quale continuò la produzione di dischi adottando la stessa formula che tanta fortuna aveva avuto negli anni cinquanta.
Come produttore della Verve Records fu assoldato Creed Taylor, che aveva da poco fondato la Impulse! Records e che lasciò quasi subito la sua creatura per accettare l'offerta ricevuta dalla nuova proprietà. Taylor adottò per la Verve un approccio ancor più commerciale rispetto a quello di Norman Granz, cancellando diversi contratti in essere e ingaggiando nuovi artisti. In particolare, nei primi anni, sfruttò a fondo il filone della nuova musica brasiliana, la bossa nova, introducendola negli Stati Uniti e ottenendo un clamoroso successo con i primi dischi jazz samba di Stan Getz (Jazz Samba del 1962 con Charlie Byrd e soprattutto Getz/Gilberto del 1964).
La Verve divenne la casa di molti arrangiatori importanti dell'epoca, tra i quali Claus Ogerman e Oliver Nelson. Divenne anche la casa di molti artisti brasiliani come Antônio Carlos Jobim e Astrud Gilberto, che ottennero grande popolarità negli Stati Uniti sull'onda del successo della bossa nova. Ogerman arrangiò gran parte degli album della Verve prodotti da Creed Taylor nel periodo tra il 1963 e il 1967.
Nella primavera del 1964, Taylor curò la creazione della Verve Folkways, una sussidiaria dedicata alla musica folk, al country e ai musicisti degli spettacoli Off Broadway, nata da un accordo tra la MGM e la Folkways Records. Poco prima che Taylor lasciasse la Verve nel 1967 per fondare la CTI Jazz, la Verve Folkways cambiò il nome in Verve Forecast e divenne l'etichetta dedicata a generi diversi dal jazz, in particolare a giovani talenti del pop, puntando più allo sviluppo di lungo termine delle carriere dei propri artisti che alla produzione di singoli best seller.
Negli anni settanta la Verve, a seguito delle grandi rivoluzioni societarie nell'industria musicale in quel periodo, divenne parte del gruppo PolyGram insieme al catalogo jazz della Mercury Records e alla MGM. Con l'acquisizione della PolyGram da parte della olandese Philips, la Verve, entrata a far parte di un gruppo internazionale, mantenne la preminenza acquisita nel mercato del jazz.
Grande importanza ebbero negli anni i dischi monografici dedicati agli artisti della scuderia, in particolare quelli della collana Verve Jazz Masters.
Nel 1998, dopo l'acquisizione della PolyGram da parte di Seagram (i cui interessi nel campo dell'intrattenimento sono passati poi alla Vivendi nel 2000) e la fusione di questa con Universal Music Group, la Verve Records cambiò nome in The Verve Music Group. Nel nuovo gruppo, oltre a quello della originale Verve Records, confluì tutto il catalogo jazzistico della multinazionale, compreso quello delle etichette via via inglobate come la Impulse! Records, la Decca Records e la Hollywood Records.
A partire seconda metà degli anni ottanta, l'etichetta fu rivitalizzata con nuove realizzazioni, ma soprattutto con la riedizione su CD del suo sterminato catalogo, attraverso etichette e progetti dedicati, come Verve by Request, dedicato alla riproposizione dei vecchi classici della bossa nova degli anni sessanta, come la serie Elite, dedicata alla pubblicazione di dischi meno noti fuori catalogo, come la rinnovata Verve Forecast e come Jazz Club, dedicato alla ristampa di classici del jazz e a monografie a prezzo ridotto.
Dal 2002 l'etichetta ha iniziato a produrre una serie di compilation dal titolo Verve Remixed nei quali vecchi classici di artisti Verve vengono remixati da noti DJ contemporanei. Dalla metà degli anni duemila è stata aperta una sezione intitolata Verve Vault nel negozio digitale di iTunes.
Nel dicembre del 2006 la casa madre Universal Music Group ha tagliato l'85% personale del Verve Music Group, riducendo la scuderia degli artisti sotto contratto e spostando gran parte del suo catalogo sotto il controllo della nuova divisione Universal Music Enterprises (UMS).
La Verve Records è stata l'unica casa discografica jazz ad aggiudicarsi per due volte il Grammy Award per il miglior album dell'anno: nel 1965 con Getz/Gilberto di Stan Getz e João Gilberto e nel 2008 con River: The Joni Letters di Herbie Hancock.

## Etichette discografiche del The Verve Music Group
- Verve Records
- Impulse! Records
- GRP Records
- Verve Forecast

Altre etichette del gruppo madre Universal Music Group sono state in passato parte del The Verve Music Group.
- Commodore Records
- Coral Records
- Bet-Car Records
- Blue Thumb Records
- Decca Records (solo il catalogo jazz e quello della Brunswick Records)
- Hollywood Records
- Mercury Records
- Universal Classics & Jazz
- EmArcy Records

## Artisti che hanno inciso per la Verve

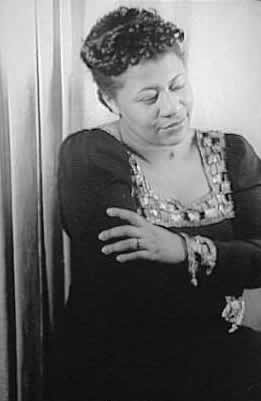
La Verve Records fu fondata principalmente per produrre i dischi di Ella Fitzgerald.

### Cantanti
- Tony Bennett
- Betty Carter
- Chiara Civello
- Natalie Cole
- Bing Crosby
- Ella Fitzgerald
- Astrud Gilberto
- João Gilberto
- Billie Holiday
- Jovanotti (Verve Forecast)
- Sally Kellerman
- Diana Krall

- Jimmy Smith
- Labelle
- Carmen McRae
- Laura Nyro (Verve Folkways)
- Anita O'Day
- Linda Ronstadt
- Pete Seeger (Verve Folkways)
- Nina Simone
- Mel Tormé
- Sarah Vaughan
- Joe Williams
- Jon Batiste

### Strumentisti

Oscar Peterson è stato una delle colonne della Verve Records sotto la direzione di Norman Granz.

- Count Basie
- Michael Brecker
- Kenny Burrell
- Chick Corea
- Roy Eldridge
- Duke Ellington
- Bill Evans
- Stan Getz
- Dizzy Gillespie
- Herbie Hancock
- Coleman Hawkins
- Johnny Hodges
- Illinois Jacquet
- Antônio Carlos Jobim

- Gene Krupa
- Wes Montgomery
- Gerry Mulligan
- Kid Ory
- Charlie Parker
- Oscar Peterson
- Bud Powell
- Buddy Rich
- Art Tatum
- Ben Webster
- Walter Wanderley
- Teddy Wilson
- Lester Young

## Discografia
- Anita O'Day - Anita (poi ripubblicato come This Is Anita (1956)
- Ella Fitzgerald - Tutta la serie dei Songbook dedicati a Cole Porter, George Gershwin, Irving Berlin e gli altri compositori statunitensi tra il 1956 e il 1964
- Ella Fitzgerald & Louis Armstrong - Ella and Louis (1956), Ella and Louis Again (1957) e Porgy and Bess (1957)
- Billie Holiday - Lady Sings the Blues (1956)
- Stan Getz & Charlie Byrd - Jazz Samba (1962)
- Antônio Carlos Jobim - The Composer of Desafinado, Plays (1963)
- Stan Getz & João Gilberto - Getz/Gilberto (1964, Grammy Award nel 1965 come miglior album dell'anno))
- Velvet Underground - The Velvet Underground & Nico (1967)
- AA.VV. - Verve Story 1944-1994 (1994, box set 4 CD)
- Chiara Civello - - Last Quarter Moon (2005), Album Top Jazz con 32 000 copie vendute.
- Herbie Hancock - River: The Joni Letters (2007, Grammy Award nel 2008 come miglior album dell'anno)
- Zucchero Fornaciari - All the Best (2007, negli Stati Uniti)
- Jon Batiste - We Are (2021, Grammy Award nel 2022 come miglior album dell'anno)